# Народни календар (годишњак)
Народни календар (свк. Národný kalendár) је годишњак војвођанских Словака који излази у издању Словачког издавачког центра у Бачком Петровцу.

## Историјат
Публикација је почела излазити 1920. године, и у почетном облику излазила је до 1944. године. У годинама 1945-1949. и 1952-1990. излазио је под именом Ľudový kalendár. Потом 1950. и 1951. године није публикован, да би од 1991. почео излазити под првобитним називом.
Садашњи уредник је Владимир Валенћик, а чланови редакције су Михал Ђуга, Јан Хлавач, Вићазослав Хроњец и Марија Лучетинец. Језички уредник је Зузана Медвеђова - Коруниак. Текстове коригују Зузана Суђицки и Јан Хлавач. Технички уредник је Мирослав Шустер, а за графички дизајн задужени су Мирослав Шустер и Владимир Суђицки. 
Издаје га Словачки издавачки центар у Бачком Петровцу, а штампа Неографиа д.о.о. Уобичајени обим износи око 350 страница (укључујући и огласну рубрику). Обично излази крајем године.
Уводни део садржи календар, астрономске ефемериде, билансе за минулу годину, важне догађаје и тако даље. Kronika nášho národného života (Хроника нашег народног живота) доноси информације из  словачких села Војводине, где су заступљени најважнији и најзначајнији суграђани. Такође се обележавају јубилеји истакнутих личности из историје војвођанских Словака. Потом следе рубрике: Poľnohospodárstvo (Пољопривреда), Kuchárka (Кувар), Šport (Спорт), Detský kútilk (Дечији кутак), Kronika (Хроника).

## Галерија
- Издање Народног календара за 1925. годину
- Издање Народног календара за 1931. годину
- Издање Народног календара за 1932. годину